# Tenuipalpus punicae
Tenuipalpus punicae är en spindeldjursart som beskrevs av Pritchard och Baker 1958. Tenuipalpus punicae ingår i släktet Tenuipalpus och familjen Tenuipalpidae. Inga underarter finns listade i Catalogue of Life.